# Hypseleotris kimberleyensis
Hypseleotris kimberleyensis é uma espécie de peixe da família Eleotridae.
É endémica da Austrália.